# Save generation UA
«Save generation UA» — документальний фільм про евакуацію українських дітей-сиріт в рамках благодійного проєкту «Дитинство без війни» Фонду Руслана Шостака під час Російсько-української війни. Режисер — Роман Блажан.

## Зміст фільму
Фільм розповідає про благодійний проєкт «Дитинство без війни» Фонду Руслана Шостака, який організував найбільшу евакуацію дітей-сиріт в Україні з часів Другої світової війни. Протягом року було врятовано понад 2 700 українських дітей-сиріт та осіб, які їх супроводжували. У фільмі організатори проєкту розповідають про важкий початок та досягнення проєкту. Головними героями фільму є самі діти, що розповідають, як їхнє життя змінилося після участі в проєкті.

## Відзнаки
- Перше місце в номінації Best Documentary Short на Istanbul International Spring Film Festival.[1][2]
- Перше місце в номінації Best Short Documentary на Luleå International Film Festival.[3][4]